# Kampong (nederzettingstype)

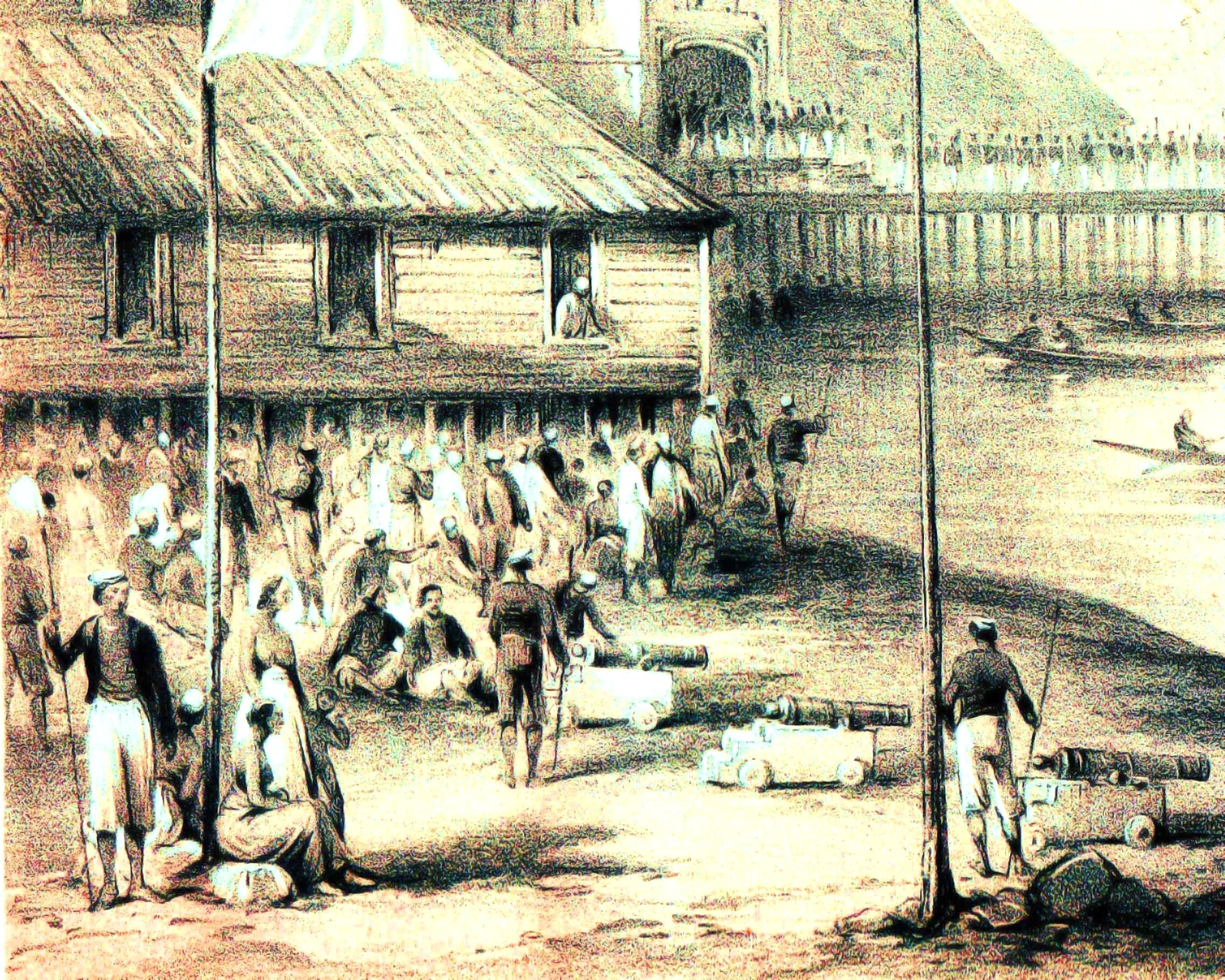
Verdediging van een kampong in Kalimantan (1888)

Kampong is een woord in het Maleis voor een omheind erf, een verzameling woningen die zichtbaar door een omheining bij elkaar horen, een bijeenhorend stadsgedeelte (wijk), of een klein dorp. Grotere eenheden van bewoning (desa's) zijn opgesplitst in kampongs. Het woord is algemeen verspreid in Indonesië, maar komt ook voor in landen waar emigranten uit Nederlands-Indië of Indonesië zich gevestigd hebben. Zo kwam het merendeel van de Javanen die zich vanaf 1890 in Suriname vestigden als contractarbeiders in kampongs te wonen. Het woord is in Suriname nog altijd gangbaar voor groepen woningen in de districten, en dan met name op (voormalige) plantages.